# Stifádo

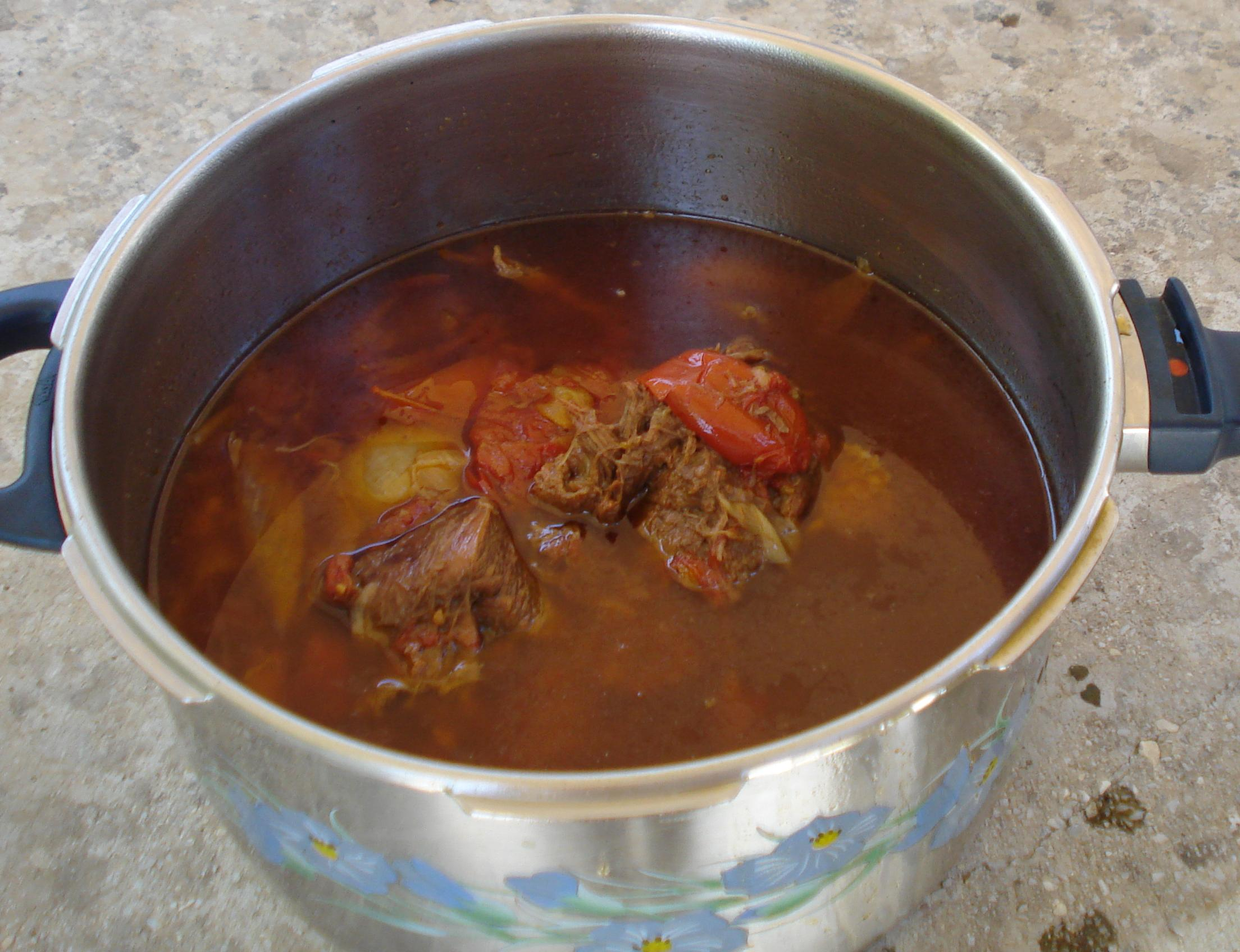
Le stifado fait maison.

Le stifádo (grec moderne : στιφάδο) est un plat traditionnel de la cuisine grecque. Il peut être comparé à un  bœuf bourguignon ou un stufato italien.

## Généralités
Le stifádo se prépare avec du veau, du bœuf, du sanglier ou du lapin. Il est également consommé à l'occasion du Lundi pur, le début du Carême et ne contiendra donc pas de viande.

## Ingrédients
La recette de base, se prépare avec du veau maigre (coupé en dés), de l'huile d'olive, de l'oignon, du jus de tomate, du vinaigre, du vin rouge et du laurier.

## Divers
Le mot stifádo semble provenir du vénitien stufado et du latin extufare (« étuver »).
Le stifádo peut également se préparer avec du poulet (kotopoulo stifádo).